# National Basketball Association 2000-2001
La stagione della National Basketball Association 2000-2001 fu la 55ª edizione del campionato NBA. La stagione si concluse con la vittoria dei Los Angeles Lakers, che sconfissero i Philadelphia 76ers per 4-1 nelle finali NBA.

## Squadre partecipanti
- Atlanta Hawks
- Boston Celtics
- Charlotte Hornets
- Chicago Bulls
- Cleveland Cavaliers
- Dallas Mavericks
- Denver Nuggets
- Detroit Pistons
- G.S. Warriors
- Houston Rockets
- Indiana Pacers
- L.A. Clippers
- L.A. Lakers
- Miami Heat
- Milwaukee Bucks

- Minnesota T'wolves
- N.J. Nets
- N.Y. Knicks
- Orlando Magic
- Phoenix Suns
- Philadelphia 76ers
- Portland T. Blazers
- Sacramento Kings
- San Antonio Spurs
- Seattle S.Sonics
- Toronto Raptors
- Utah Jazz
- Vancouver Grizzlies
- Wash. Wizards

## Classifica finale

### Eastern Conference
| Squadra            | V  | P  | %    | GB |
| ------------------ | -- | -- | ---- | -- |
| Philadelphia 76ers | 56 | 26 | 68,3 | -  |
| Miami Heat         | 50 | 32 | 61,0 | 6  |
| New York Knicks    | 48 | 34 | 58,5 | 8  |
| Orlando Magic      | 43 | 39 | 52,4 | 13 |
| Boston Celtics     | 36 | 46 | 43,9 | 20 |
| New Jersey Nets    | 26 | 56 | 31,7 | 30 |
| Washington Wizards | 19 | 63 | 23,2 | 37 |

| Squadra             | V  | P  | %    | GB |
| ------------------- | -- | -- | ---- | -- |
| Milwaukee Bucks     | 52 | 30 | 63,4 | -  |
| Toronto Raptors     | 47 | 35 | 57,3 | 5  |
| Charlotte Hornets   | 46 | 36 | 56,1 | 6  |
| Indiana Pacers      | 41 | 41 | 50,0 | 11 |
| Detroit Pistons     | 32 | 50 | 39,0 | 20 |
| Cleveland Cavaliers | 30 | 52 | 36,6 | 22 |
| Atlanta Hawks       | 25 | 57 | 30,5 | 27 |
| Chicago Bulls       | 15 | 67 | 18,3 | 37 |

### Western Conference
| Squadra                | V  | P  | %    | GB |
| ---------------------- | -- | -- | ---- | -- |
| San Antonio Spurs      | 58 | 24 | 70,7 | -  |
| Dallas Mavericks       | 53 | 29 | 64,6 | 5  |
| Utah Jazz              | 53 | 29 | 64,6 | 5  |
| Minnesota Timberwolves | 47 | 35 | 57,3 | 11 |
| Houston Rockets        | 45 | 37 | 54,9 | 13 |
| Denver Nuggets         | 40 | 42 | 48,8 | 18 |
| Vancouver Grizzlies    | 23 | 59 | 28,0 | 35 |

| Squadra                | V  | P  | %    | GB |
| ---------------------- | -- | -- | ---- | -- |
| Los Angeles Lakers C   | 56 | 26 | 68,3 | -  |
| Sacramento Kings       | 55 | 27 | 67,1 | 1  |
| Phoenix Suns           | 51 | 31 | 62,2 | 5  |
| Portland Trail Blazers | 50 | 32 | 61,0 | 6  |
| Seattle SuperSonics    | 44 | 38 | 53,7 | 12 |
| Los Angeles Clippers   | 31 | 51 | 37,8 | 25 |
| Golden State Warriors  | 17 | 65 | 20,7 | 39 |

## Vincitore
| Campione NBA 2000-2001          |
| ------------------------------- |
| Los Angeles Lakers (13º titolo) |

## Statistiche

### Statistiche individuali
| Categoria        | Giocatore        | Squadra            | Stat |
| ---------------- | ---------------- | ------------------ | ---- |
| Punti            | Allen Iverson    | Philadelphia 76ers | 31.1 |
| Rimbalzi         | Dikembe Mutombo  | Philadelphia 76ers | 13.5 |
| Assist           | Jason Kidd       | Phoenix Suns       | 9.8  |
| Palle rubate     | Allen Iverson    | Philadelphia 76ers | 2.5  |
| Stoppate         | Theo Ratliff     | Philadelphia 76ers | 3.7  |
| Palle perse      | Jerry Stackhouse | Detroit Pistons    | 4.1  |
| Falli            | Aaron Williams   | N.J. Nets          | 3.9  |
| Minuti a partita | Michael Finley   | Dallas Mavericks   | 42.0 |
| FG%              | Shaquille O'Neal | L.A. Lakers        | 57.2 |
| FT%              | Reggie Miller    | Indiana Pacers     | 92.8 |
| 3FG%             | Brent Barry      | Seattle S.Sonics   | 47.6 |
| Efficienza       | Shaquille O'Neal | L.A. Lakers        | 30.2 |

### Statistiche di squadra
| Categoria             | Squadra                         | Stat  |
| --------------------- | ------------------------------- | ----- |
| Punti per gara        | Sacramento Kings                | 101.7 |
| Rimbalzi per gara     | Detroit Pistons / G.S. Warriors | 45.5  |
| Assist per gara       | Utah Jazz                       | 25.7  |
| Palle rubate per gara | Sacramento Kings                | 9.7   |
| Stoppate per gara     | San Antonio Spurs               | 7.0   |
| Palle perse per gara  | Wash. Wizards                   | 17.0  |
| FG%                   | Utah Jazz                       | 47.1  |
| FT%                   | N.Y. Knicks                     | 79.6  |
| 3FG%                  | San Antonio Spurs               | 40.7  |
| +/-                   | San Antonio Spurs               | +8.6  |

## Premi NBA
- NBA Most Valuable Player Award: Allen Iverson, Philadelphia 76ers
- NBA Rookie of the Year Award: Mike Miller, Orlando Magic
- NBA Defensive Player of the Year Award: Dikembe Mutombo, Atlanta/Philadelphia
- NBA Sixth Man of the Year Award: Aaron McKie, Philadelphia 76ers
- NBA Most Improved Player Award: Tracy McGrady, Orlando Magic
- NBA Coach of the Year Award: Larry Brown, Philadelphia 76ers
- NBA Executive of the Year Award: Geoff Petrie, Sacramento Kings
- Sportsmanship Award: David Robinson, San Antonio Spurs
- All-NBA First Team:
  - F - Tim Duncan, San Antonio Spurs
  - F - Chris Webber, Sacramento Kings
  - C - Shaquille O'Neal, Los Angeles Lakers
  - G - Allen Iverson, Philadelphia 76ers
  - G - Jason Kidd, Phoenix Suns
- All-NBA Second Team:
  - F - Kevin Garnett, Minnesota Timberwolves
  - F - Vince Carter, Toronto Raptors
  - C - Dikembe Mutombo, Atlanta/Philadelphia
  - G - Kobe Bryant, Los Angeles Lakers
  - G - Tracy McGrady, Orlando Magic
- All-NBA Third Team:
  - F - Karl Malone, Utah Jazz
  - F - Dirk Nowitzki, Dallas Mavericks
  - C - David Robinson, San Antonio Spurs
  - G - Gary Payton, Seattle SuperSonics
  - G - Ray Allen, Milwaukee Bucks
- All-Defensive First Team:
  - Tim Duncan, San Antonio Spurs
  - Kevin Garnett, Minnesota Timberwolves
  - Dikembe Mutombo, Atlanta/Philadelphia
  - Gary Payton, Seattle SuperSonics
  - Jason Kidd, Phoenix Suns
- All-Defensive Second Team:
  - Bruce Bowen, Miami Heat
  - P.J. Brown, Charlotte Hornets
  - Shaquille O'Neal, Los Angeles Lakers
  - Kobe Bryant, Los Angeles Lakers
  - Doug Christie, Sacramento Kings
- All-Rookie First Team:
  - Mike Miller, Orlando Magic
  - Kenyon Martin, New Jersey Nets
  - Marc Jackson, Golden State Warriors
  - Morris Peterson, Toronto Raptors
  - Darius Miles, Los Angeles Clippers
- All-Rookie Second Team:
  - Hidayet Türkoğlu, Sacramento Kings
  - Desmond Mason, Seattle SuperSonics
  - Courtney Alexander, Washington Wizards
  - Marcus Fizer, Chicago Bulls
  - Chris Mihm, Cleveland Cavaliers